# 度支司
度支司，户部官署名称。
魏晋南北朝置度支郎曹，长官为度支郎（度支郎中），隶属度支曹（度支尚书），掌管会计军国财用。隋朝定制度支司，为民部四司之二，设度支侍郎、度支员外郎。大业三年（607年），正副官员改为度支郎、度支承务郎。唐朝武德三年（620年）恢复度支郎中、度支员外郎的旧名。度支郎中从五品上，度支员外郎从六品上。龙朔二年（662年）改为司度司，正副官员改为司度大夫、司度员外郎。咸亨元年（670年），恢复度支司的旧名。中唐以后，户部诸司的职权多被侵废，度支司掌管的财赋出纳日益重要，由宰相和户部侍郎判度支。北宋初年，设判度支事一员，以无职事朝官担任，度支事务由三司使所属度支使掌管。度支郎中为五品寄禄官，度支员外郎为六品寄禄官。元丰改制废除三司使，设度支郎中从六品二人、度支员外郎正七品二人，管理全国财政收支、支付漕运费用和赏赐、俸给、驿券。金朝、元朝户部不分司。明朝洪武十三年（1380年）设度支部，设度支郎中、度支员外郎，洪武二十三年（1390年）废除度支部，户部按十二布政使司分清吏司。